# 島本啓次郎
島本 啓次郎（しまもと けいじろう、1955年7月15日 - ）は、和歌山県出身の元プロ野球選手（外野手）。

## 来歴・人物
箕島高校では4番打者として2年次に1972年選抜に出場。同年は秋季県大会準決勝に進むが、和歌山工に敗退。翌1973年春季近畿大会決勝では郡山高を降し優勝。同年夏の甲子園に左翼手、四番打者として出場したが、1回戦で堀場秀孝らがいた丸子実に4-9で敗退した。大会での打撃成績は4打数2安打。
高校卒業後、1974年に法政大学進学。東京六大学野球リーグでは、エース・江川卓をはじめ佃正樹投手、金光興二、植松精一、袴田英利、徳永利美、楠原基ら甲子園のスターが多数揃った同期入学組と「花の（昭和）49年（=1974年）組」と呼ばれ、彼らと法政の黄金期を築く。上述のほとんどのメンバーが1年時から試合に出場し、当時のスポーツメディアや野球ファンの衆目を集めた。島本も1年から4番打者を任され、4年間で満塁ホームランを2度記録、3年時の1976年春季リーグでベストナインに選出される。六大学リーグ戦では4連覇を含む5回の優勝を経験している。1976年と1977年の秋の明治神宮野球大会でも2連覇。1977年の同大会（第8回大会）決勝で東海大を降すが、当時の4番は島本、続く5番は江川（自ら決勝本塁打を放っている）という打線の布陣であった。一方の東海大の2番打者は1年生の原辰徳、4番は石井昭男で先発投手は遠藤一彦だった。
地元の住友金属に内定していたが、1977年秋のドラフト6位指名で読売ジャイアンツに入団。強肩俊足の長距離打者として期待されるがプロの変化球に対応できず、肩の故障もあって一軍での出場機会はなかった。1981年のシーズン途中に、金銭トレードで近鉄バファローズに移籍。ここでも一軍の試合に出場できず、1983年オフに引退している。
実兄は元プロ野球選手の島本講平（箕島高－南海－近鉄）。講平とはバファローズで2年半（1981年途中から引退まで）チームメイトとして一緒にプレーした。
引退後は家業を継ぎ、その土地を貸すことになった縁で和歌山県海南市下津町にある塩津郵便局の局長を務める。
テレビ朝日のアナウンサー・島本真衣は姪。

## 詳細情報

### 年度別打撃成績
- 一軍公式戦出場なし

### 背番号
- 49 （1978年）
- 59 （1979年 - 1983年）